# 直腸脱
直腸脱（ちょくちょうだつ）は、直腸が全周性に脱出する病気。「脱肛」と呼ばれるが直腸脱は直腸粘膜が脱出したもので、痔核とは違う病態であり注意が必要である。

## 症状
直腸の脱出、便漏れ、排便困難など

## 治療
- 腹腔鏡下直腸固定術など